# Henri Pousseur
Henri Pousseur (Malmedy, 23 de junio de 1929 - Bruselas, 6 de marzo de 2009) fue un destacado compositor y pedagogo belga.

## Biografía
Pousseur estudió en la Academia Real de Música de Lieja y, luego, en la de Bruselas, desde 1947 hasta 1953. Estuvo asociado estrechamente con Pierre Froidebise y André Souris. En 1954 se casó con Thea Schoonbrood con quien tuvo cuatro hijos (Isabelle (1957), Denis (1958), Marianne (1961) y Hélène (1965)). Llegado a Darmstadt para seguir los famosos Cursos de Verano de Darmstadt, conoció a compositores como Pierre Boulez, Karlheinz Stockhausen, Bruno Maderna y Luciano Berio con quienes entabló amistad rápidamente, convirtiéndose en un miembro devoto de la música de avant-garde y a la investigación musical de la época.
Siempre interesado en el uso de las nuevas tecnologías en la composición musical, Pousseur trabajó en 1954 en el estudio de la música electrónica de la Westdeutscher Rundfunk, en Colonia, y, en 1957, en el Studio di Fonologia de la RAI en Milán. En 1958 fundó el Estudio de música electrónica de Bruselas.
En 1957 fue invitado como profesor en los Cursos de Verano de Darmstadt. Fue el comienzo de su larga carrera de enseñante, que lo llevó a enseñar en Colonia, en Basilea, en la Universidad de Buffalo (Nueva York), y finalmente, en su propio país, Bélgica, a partir de su regreso en 1970, como profesor de composición de la Universidad. Hasta su jubilación en 1988, no dejó de enseñar en el Conservatorio Real de Lieja, donde fundó, con Pierre Bartholomée, el Centre de recherches et de formation musicales de Wallonie [Centro de Investigaciones y Enseñanzas musicales de Valonia]. En los años 1980, Maurice Fleuret le pidió que estableciese y fuera el director del Institut de pédagogie músicale de París, estrechamente vinculado con el dependiente del IRCAM (fundado y dirigida por Boulez) y parte de la "Cité de la musique".
A finales de los años 1950 fue capaz de realizar algunas obras con el ensayista y novelista francés Michel Butor, como Répons (1960-65) y sobre todo la ópera Votre Faust (1961–68) (una colaboración que han mantenido de forma casi constante, seguida en Le procès du jeune chien (1974-78), La rose des voix (1982), Déclarations d'orages (1989), Les leçons d'enfer (1991) o Le Sablier du Phénix (1993)).
Además de componer y sus actividades docentes, Pousseur ha publicado numerosos artículos y diez libros sobre música, entre los que figuran Fragments Théorique I: sur la musique expérimentale (Bruselas: Universidad Libre de Bruselas, 1970), Schumann le Poète: 25 moments d'une lecture de Dichterliebe (París: Klincksieck, 1993) y Musiques croisées (París: L'Harmattan, 1997).
Recibió grados honoris causa por las Universidades de Metz y Lille.
En 1995, Henri Pousseur fue seleccionado por el Institut Jules Destrée como uno de los cien valones del siglo y se encuentra en el capítulo LV de La Wallonie son histoire titulado Un terroir fertile en créateurs de Hervé Hasquin.
Henri Pousseur murió en la mañana del 6 de marzo de 2009, a la edad de 79 años, de una neumonía bronquial (Machart 2009). Una semana más tarde se celebró en su honor el festival Ars Música, que desgraciadamente, no debería haber sido un reconocimiento póstumo.

## Estilo y técnicas compositivas
Generalmente considerado en la década de 1950 como un miembro de la Escuela de Darmstadt, la música de Pousseur emplea el serialismo, las formas móviles y aleatorias, a menudo mediando entre dos, o más, estilos aparentemente irreconciliables, como los de Schubert y Webern (Votre Faust), o entre un estilo serial propio de Pousseur y la canción protesta "We shall overcome" (Couleurs croisées).
Su composición electrónica Scambi (Intercambios), realizada en el Studio di Fonologia en Milán en 1957, es inusual en el medio de la música de cinta (tape-music), ya que está expresamente destinada a ser montada en diferentes formas antes de la escucha. Cuando fue interpretada por vez primera, se realizaron varias versiones diferentes, dos por Luciano Berio, una por Marc Wilkinson, y dos por el propio compositor (Sabbe 1977, 175, n. 86). Desde 2004, el Proyecto Scambi, dirigido por John Dack en el Lansdown Centre for Electronic Arts en la Universidad de Middlesex, se ha centrado en su obra y sus múltiples posibilidades de realización.
Casi todas sus obras musicales han sido publicadas por Suvini Zerboni (Milán)

## Obras de Henri Pousseur
| Año         | Obra | Tipo de obra                           | Duración |
| 1949        | Sonatine, para piano (originalmente no publicada, pero ahora incorporada en «Methodicare» volumen 3, D) | Solista, piano                         | 05:00    |
| 1950        | Sept versets des psaumes de la pénitence, para gemischten Chor a cappella | Vocal                                  | 04:00    |
| 1950        | Missa brevis, para coro a cappella | Vocal, coro a capella                  | 09:00    |
| 1951        | Trois chants sacrés [i. Veniet Dominus - ii. O vos omnes - iii. Salve Regina], para soprano y trío de cuerda | Vocal, voces y conjunto instrumental   | 05:00    |
| 1952/53     | Prospection, para 3 pianos afinados en sextos de tono | Solista, piano                         | 05:00    |
| 1954        | Seismogramme I-II, música electrónica y cinta magnética | Música electrónica                     | 03:00    |
| 1954/55     | Sinfonía à quinze solistes | Orquestal, sinfonía                    | 14:00    |
| 1955        | Quintette à la mèmoire d'Anton Webern, para clarinete en B flat, clarinete bajo en B flat, piano, violín y chelo | Instrumental, conjunto                 | 14:00    |
| 1956        | Exercises pour piano: Variations I, para piano | Solista, piano                         | 12:00    |
| 1956        | Exercices pour piano: Impromptu et variations II, para piano | Solista, piano                         | 05:00    |
| 1957        | Scambi, música electrónica (versiones I y II) (hay versión de L. Berio) | Música electrónica                     | 06:27    |
| 1957/58     | Mobile, à Pierre Boulez, para dos pianos | Solista, 2 pianos                      | 12:00    |
| 1958        | Música para la película Liège, cité ardente (Emile Degelin) | Escénica, música de película           | 25:00    |
| 1958        | Madrigal I, por clarinete solo | Solista, clarinete                     | 04:00    |
| 1958/59     | Rimes, para diferentes fuentes sonoras (3 grupos de instrumentos y cinta magnética) | Música electroacústica                 | 13:00    |
| 1960        | Caractères (en dos partes), para piano | Solista, piano                         | 09:00    |
| 1960        | Répons, à John Cage, para flauta, arpa, 2 pianistas tocando un piano así como celesta y órgano electrónico (o sintetizador), percusión, violín y chelo | Instrumental, conjunto                 | 30:00    |
| 1960        | Electre (Pierre Rhallys) (Premio Italia), ópera experimental, para música electrónica, coro, solistas y orquesta | Escénica, ópera                        | 50:00    |
| 1960/61     | Ode, pour quatuor à cordes | Cámara, cuarteto de cuerda             | 17:00    |
| 1960/66     | Parade de Votre Faust, para orquesta | Orquestal                              | 17:00    |
| 1960/68     | Votre Faust (con M. Butor), ópera experimental (Milán, 1969) | Escénica, ópera                        | 180:00   |
| 1961        | Madrigal II, para 4 alte Instrumentos | Instrumental, conjunto                 | 03:00    |
| 1961        | Trois Visages de Liège [I. L' Air et l'eau - II. Voix de la ville - III. Forges], música electrónica | Música electrónica                     | 20:00    |
| 1962        | Trait, para orquesta de cámara (15 cuerdas) | Orquestal, orquesta de cámara          | 10:00    |
| 1962        | Madrigal III, à la mémoire de Wolfgang Steinecke, para clarinete y 5 instrumentistas | Instrumental, conjunto                 | 12:00    |
| 1964        | Apostrophe et six rèflexions, para piano | Solista, piano                         | 10:00    |
| 1964/65     | Jeu de miroirs de votre Faust, para piano, soprano, contralto, tenor, bajo y cinta magnética | Música electroacústica                 | -        |
| 1964/65     | Miroir de Votre Faust (Caractères II) [«Tarot d'Henri» (Goethe), «Chevauchèe fantastique» (Nerval) y «Souvenirs d'une Marionette» (Butor)], para piano solo y soprano ad lib | Vocal                                  | 29:00    |
| 1965        | Rèpons avec son paysage (Michel Butor), para 7 performers (7 instrumentos y 1 actor) | Instrumental, conjunto                 | 35:00    |
| 1965        | Echo I de Votre Faust, para chelo (primera obra de «Échos de Votre Faust», 1969) | Solista, violonchelo                   | 03:00    |
| 1965/66     | Votre Faust (Elektronische Teile aus der Oper) | Música electroacústica                 | -        |
| 1966        | Caractères madrigalesques, para oboe | Solista, oboe                          | -        |
| 1966        | Phonèmes pour Cathy, para soprano y orquesta | Vocal, voces y orquesta                | 08:00    |
| 1967        | Couleurs croisés, para gran orquesta | Música electrónica                     | 30:00    |
| 1968/69     | Mnémosyne I-II, sistema de improvisación para uno o varios ejecutantes | Instrumental, conjunto                 | 17:00    |
| 1969        | Música para la película Psych'art (departamento de Psiquiatría de la Universidad de Lieja) | Escénica, música de película           | 40:00    |
| 1969        | Le tremble et le rossignol, 7. Stück aus Echos II de Votre Faust | -                                      | -        |
| 1969        | Echos de Votre Faust, para mezzosoprano, flauta, violonchelo y piano | Vocal, voces y conjunto instrumental   | 20:00    |
| 1969/70     | Música para la película Les Voyages de Votre Faust (Jean Antoine, para la RT Belge Française) | Escénica, música de película           | 60:00    |
| 1970        | Les Ephèmèrides d'Icare II, para piano y 18 instrumentos | Instrumental, conjunto                 | 50:00    |
| 1970        | Crosses of Crossed Colors, in memoriam de Martin Luther King, para voz femenina amplificada (preferiblemente negra), dos a cinco pianos, two tape-recorders, dos turntables, dos receptores de radio                                                                                             | -                                      | 30:00    |
| 1970        | Icare apprenti, sistema de improvisación para un número indefinido de intérpretes (duración muy variable: 10-30 min.) | Instrumental, conjunto                 | 20:00    |
| 1971        | Stravinsky au futur ou L'Apothèose d'Orphèe (obra colectiva en colaboración con el Ensemble Musique Nouvelle, en particular P. Bartholomée y Ph. Boesmans) | Música electroacústica                 | 50:00    |
| 1971        | Invitation à l'Utopie (= Les Éphèmèrides d'Icare, con diferente instrumentación) | Orquestal                              | 50:00    |
| 1971        | L'effacement du Prince Igor, para orquesta | Orquestal                              | 12:00    |
| 1971/72     | Ex Dei in Machinam Memoria, para instrumento solista y electroacústica | Música electroacústica                 | 20:00    |
| 1972        | Icare obstiné, vol n.º. 1, para piano | Solista, piano                         | 04:00    |
| 1972        | Paraboles-mix, mezcla semiimprovisada para instrumentos electrónicos, extraída de los «Études paraboliques» (1972) | Música electrónica                     | 45:00    |
| 1972        | Système des Paraboles, música electrónica [incluye «Huit Etudes paraboliques»], para cinta magnética | Música electroacústica                 | 03:38    |
| 1973        | Vue sur les jardins interdits, para cuarteto de saxofones | Solista, saxofón                       | 14:00    |
| 1973        | Nouvelle Invitation à l'Utopie (mismo texto que «Invitation à l'Utopie», acompañado por música electrónica combinada del «Système des Paraboles», y un grupo de músicos improvisando) | Música electrónica                     | 40:00    |
| 1973        | Lob des Langen Marsches, un ejemplo especial de una «Paraboles-mix», incluyendo varios textos y intended para dos broadcasts por la WDR, Colonia | Música electrónica                     | -        |
| 1974        | Die Erprobung des Petrus Hebraicus (Les èpreuves de Pierrot l'Hèbreu), obra de música de cámara teatral en tres partes (para el 110.º aniversario de Arnold Schoenberg sobre textos de Pousseur y Léo Wintgens)                                                                                  | Escénica, música teatral               | -        |
| 1974        | Deuxième Vue sur les jardins interdits, para órgano | Solista, órgano                        | 14:00    |
| 1974        | Troisième Vue sur les jardins interdits, para quinteto de viento (arreglo: Peter Monk) | Instrumental, conjunto                 | 14:00    |
| 1974        | Quatrième Vue sur les jardins interdits, para orquesta de cámara | Cámara                                 | 14:00    |
| 1975        | Modèle réduit, para clarinete bajo y piano | Solista, clarinete                     | 20:00    |
| 1975        | Chronique berlinoise, para barítono, cuarteto de cuerda y piano (sin barítono = «Petite Chronique berlinoises», con barítono = «Grande Chronique berlinoises») | Vocal, voces y conjunto instrumental   | 25:00    |
| 1975        | L'Ibéricare, para guitarra (dur. variable) | Solista, guitarra                      | -        |
| 1976        | Racine 19e de 8/4, para chelo | Solista, violonchelo                   | 15:00    |
| 1976        | Chroniques illustrées, para gran orquesta con barítono ad libitum | Vocal, voces y orquesta                | -        |
| 1977        | Ballade berlinoise, para piano | Solista, piano                         | 07:00    |
| 1977        | Liège à Paris (André Breton, Michel Butor), música electroacústica (creada a iniciativa de Luciano Berio) | Música electroacústica                 | 58:00    |
| 1978        | Vocalise, 6 tipos de voces diferentes con acompañamiento polivalente de piano | Vocal, voces y piano                   | 05:00    |
| 1978        | Humeurs du Futur Quotidien (Pousseur, Butor), para dos speakers y orquesta de cámara | Vocal                                  | 15:00    |
| 1978        | Pour Baudelaire, para voz solista o coro unísono | Vocal, voces a capella                 | 03:00    |
| 1978        | Les ruines de Jéruzona, para coro mixto, piano u órgano, percusión y double bass | Vocal, coro y orquesta                 | 20:00    |
| 1979        | Le procès du jeune Chien (versión francesa de «Die Erprobung des Petrus Hebraicus» en colaboración con Butor) | Música electroacústica                 | 60:00    |
| 1979        | Flexions I, para flauta | Solista, flauta                        | 05:00    |
| 1979        | Flexions II, para trompeta | Solista, trompeta                      | 05:00    |
| 1979        | Flexions III, para violín | Solista, violín                        | 05:00    |
| 1979        | Flexions IV, para viola | Solista, viola                         | 05:00    |
| 1979        | Tales and Songs from the Bible of Hell, música electroacústica con cuatro vocalistas amplificados (textos: W. Blake y Poe) | Música electroacústica                 | 27:00    |
| 1979        | Chevelures du temps (Butor), oratorio popular para varios ejecutantes amateur y profesionales y grupos de ejecutantes; vocal, instrumental y 'noise-making' solistas y grupos | Vocal, oratorio                        | 120:00   |
| 1980        | Pédigrée, 'pot-pourri' de «Die Erprobung des Petrus Hebraicus» y/o «Le Proces du Jeune Chien», para voz femenina y siete instrumentos | Vocal                                  | 25:00    |
| 1980        | Le Bal de Cendrillon (""dict‚ par..."" no.0: P.I.Tchaikovsky), para piano | Solista, piano                         | 05:00    |
| 1980        | Canines, para voz femenina y piano | Vocal, voz y piano                     | 09:00    |
| 1980        | Flexions V, para chelo (V(ii) para double bass arreglado por Fernando Grillo) | Solista, violonchelo                   | 07:00    |
| 1980        | Variations II, ""Dicté par... n.º 2 (Anton Webern, 1940), variación para clarinete y piano | Instrumental, dúo                      | 10:00    |
| 1980        | La patience d'Icarène, para arpa (dur. variable) | Solista, arpa                          | -        |
| 1980        | Naturel, para cor solo | Solista                                | 07:00    |
| 1980        | Fantaisie et fugue (""dicté par..."" no.1a: Arnold Schoenberg 1930), para cuarteto de cuerda [('dicté par...' no.1b, para low-pitched melodic- dicté par...' no.1c: para orquesta (arreglo: Claude Ledoux)                                                                                       | -                                      | 05:00    |
| 1980        | Les Iles déchaînées [I. Origine des Iles - II. Duels - III. Autour d'Icare], para grupo de jazz, ensemble de sintetizadores y orquesta (en colaboración con Denis Pousseur) | Orquestal                              | 70:00    |
| 1981        | La seconde Apothéose de Rameau, para 21 instrumentos | Orquestal                              | 25:00    |
| 1981        | La Passion selon Guignol, para cuarteto vocal amplificado y orquesta (en colaboración con Paulo Chagas) (textos: Blake, Goethe, de Nerval, Marlowe, da Ponte, Butor) | Vocal, voces y orquesta                | 30:00    |
| 1982        | La rose des voix, para 4 recitantes, 4 cuartetos vocales, 4 coros y 8 instrumentistas improvisadores | Vocal                                  | -        |
| 1982        | Variations-Caprice, para flauta o clarinete y harpsichord o órgano o piano | Instrumental, dúo                      | 08:00    |
| 1982        | Cinquième Vue sur les jardins Interdits, para soprano, alto, tenor y bajo | Vocal                                  | 14:00    |
| 1982        | La Paganiana, para violín | Solista, violín                        | 35:00    |
| 1982        | La Paganiana seconda, para chelo | Solista, violonchelo                   | 35:00    |
| 1983        | Trajets dans les arpents du Ciel, para instrumento solista no especificado y orquesta (primera versión para instrumento melódico grave: chelo, bass clarinete) | Orquestal                              | 30:00    |
| 1983        | Hermes I, para clarinete | Solista, clarinete                     | 05:00    |
| 1983        | Hermes II ('dictée par.' no.3 Bela Bartok), para violín | Solista, violín                        | 05:00    |
| 1983        | Carré magique I, para piano | Solista, piano                         | 04:00    |
| 1983        | Carré magique II, Yin-Yang, para piano | Solista, piano                         | 08:00    |
| 1983/84 -99 | Litanie du miel zénithal, para piano (esbozado, 1983-84 y finalizada 1999) | Solista, piano                         | 04:00    |
| 1984        | Chroniques Canines, dos pianos y soprano ad lib (igual variación del título como «Chroniques berlinoises» y «Chroniques Illustrées») | Vocal, voces y piano                   | 25:00    |
| 1984        | Les Noces d'Icare et de Mnémosyne (combinación de Mnémosyne I y II, de Icare apprenti, de extractos del Système des Paraboles y un texto original) | Instrumental, conjunto                 | 30:00    |
| 1984        | Patchwork des tribus américaines, orquesta de vientos (varias combinaciones) | Orquestal                              | -        |
| 1984        | Sixième Vue sur les jardins interdits, para violín, viola y chelo | Cámara, trío de cuerdas                | 14:00    |
| 1984        | L'étoile des langues (Michel Butor), para speaker y coro mixto | Vocal, coro                            | 20:00    |
| 1984        | Sonate des maîtres viennois ('dict‚s par...': no.-1a: Ludwig van Beethoven, 1795; no.-1b: Wolfgang Amadeus Mozart, 1780; no.-1c: Franz Schubert, 1810), para piano | Solista, piano                         | -        |
| 1984        | Cortège des belles Ténébreuses au Jardin boréal para cor anglais, viola, horn, tuba y 2 percusionistas | Instrumental, conjunto                 | 17:00    |
| 1984        | Tango de Jeanne-la-Sibylle, para piano (mano izquierda) | Solista, piano (mano izquierda)        | 03:00    |
| 1984        | Vers l'île du Mont Pourpre, para flauta | Solista, flauta                        | 04:00    |
| 1984        | Litanie du miel vespéral (Flexions VIIb), para varios instrumentos melódicos | Instrumental, conjunto                 | 06:00    |
| 1984        | Litanie du miel matinal (Flexions VIIa), para instrumento melódico | Solista                                | -        |
| 1984        | Litanie du cristal des fleurs, para piano (mano izquierda) | Solista, piano (mano izquierda)        | 05:00    |
| 1984        | Carre magique III, Le présent du son, para piano | Solista, piano                         | 08:00    |
| 1985        | Sur le Qui-Vive, para voz femenina y cinco instrumentos | Vocal, voces y conjunto instrumental   | 30:00    |
| 1985        | Nuit des nuits (Nacht Der N„chte) (ou la voyante insomnie de Mr Goldberg), para orquesta | Orquestal                              | 12:00    |
| 1986        | Arc-en-ciel de remparts, para coro unísono y orquesta de estudiantes (composición variable) | Vocal, coro y orquesta                 | 25:00    |
| 1986/89     | Cinq soupirs pour une clairiére (M. Butor y F.G. Lorca), para voz alto y piano | Vocal, voces y piano                   | 10:00    |
| 1987        | Un Jardin de Passacailles (orquestación de piezas de Lully, Bach, Beethoven, Brahms y Webern), para 12 instrumentos | Orquestal                              | 60:00    |
| 1987        | Traverser la forêt, cantata para recitante, 2 voces solistas y 12 instrumentistas | Vocal, cantata                         | 50:00    |
| 1987/88     | A Travers les petits Miroirs, juego musical para niño inteligente, para voz, instrumentos y varios objetos) | Instrumental, conjunto                 | -        |
| 1988        | Mnémosyne (doublement) obstinée (texto: Hölderlin) para cuarteto de cuerda y voz femenina | Cámara, cuarteto de cuerda             | 15:00    |
| 1988...     | Méthodicare, estudios de comprensión, interpretación e invención de música contemporánea [I: piano II: instrumentos melódicos; III: ensembles instrumentales; IV: mainly vocal ensembles] (work in progress)                                                                                     | Instrumental, conjunto                 | -        |
| 1989        | Déclarations d'orages, para speaker, soprano, barítono, tres músicos improvisando, orquesta y cinta (en colaboración con Butor y textos en idiomas originales de W. Blake, Neruda, Schiller y Majakovsky)                                                                                        | Vocal, orquestal                       | 30:00    |
| 1989        | L'école d'Orphée, para speaker amplificado, órgano y cintas ad lib. (en colaboración con Michel Butor) | Música electroacústica                 | 20:00    |
| 1989        | La lune et les flots, arreglo de «At moonlight...», para violín, viola y chelo | Cámara, trío de cuerdas                | 12:00    |
| 1989        | Mnémosyne (doublement) obstinée (Ode II), para cuarteto de cuerda | Cámara, cuarteto de cuerda             | 15:00    |
| 1989        | At Moonlight, Dowland's shadow passes along Ginkaku-ji, a 'ground' para tres instrumentos tradicionales japoneses; shakuhachi, shamisen y koto | Instrumental, trío                     | 12:00    |
| 1989        | Flexions hermétiques pour Baudelaire [combinación de «Pour Baudelaire», «Flexions III», «Hermes II»] | Música electroacústica                 | 12:00    |
| 1990        | Puer natus, para mezzosoprano, contralto y barítono | Vocal                                  | 08:00    |
| 1990        | Amen, para Choeur mixte a cappella, mezzosoprano y barítono | Vocal, coro a capella                  | 04:00    |
| 1990/91     | Suite de cour et de pique, para clarinete, violín, chelo y piano | Instrumental, cuarteto                 | 10:00    |
| 1990/91     | U oder E-Musik?, para cuarteto de cuerda | Cámara, cuarteto de cuerda             | 02:00    |
| 1991        | Leçons d'enfer (Rimbaud y M. Butor) música teatral en memoria de Rimbaud, para dos actores, tres cantantes (soprano, alto y barítono) y siete músicos | Escénica, música teatral               | 105:00   |
| 1991        | Schleedoyer II, para cuarteto de cuerda | Cámara, cuarteto de cuerda             | -        |
| 1992        | Coups de dés en écho pour ponctuer - au piano - le silence de John Cage | Solista, piano                         | 04:00    |
| 1992        | A song on love's eternity, para voz y acompañamiento ad lib. (texto: Emily Dickinson) | Vocal, voces y conjunto instrumental   | 02:00    |
| 1992/93     | Dichterliebesreigentraum, para soprano, barítono, 2 pianos solos, coro y pequeña orquesta (paraphrase du cycle schumannien, d'après Schumann/Heine) | Vocal, coro y orquesta                 | 65:00    |
| 1993        | Le Tarot pérégrin, para bajo, flauta, clarinete, clarinete bajo, violín, guitarra y piano | Instrumental, conjunto                 | 25:00    |
| 1993        | Devise, para 4 voces mixtas (texto: Isabelle Pousseur) | Vocal                                  | 04:00    |
| 1993        | Trois petits caprices sur une melodie populaire hongroise, para violín | Solista, violín                        | 04:00    |
| 1994        | Aquarius-memorial I, Les Litanies d'Icare, para piano y orquesta | Orquestal, con instrumento concertante | 16:00    |
| 1994        | Caprices de Saxicare, mobile concertante para saxofón alto, orquesta de 15 arcos y percusión | Instrumental, conjunto                 | 12:00    |
| 1994        | Le Sablier du Phoenix, in celebration of the 400th anniversary of the death of R. de Lassus, para speaker, quinteto vocal y orquesta de cámara | Vocal, voces y orquesta                | 60:00    |
| 1995        | Aquarius-mémorial II (Les fouilles de Jéruzona), para orquesta (36 instrumentistas) | Instrumental, conjunto                 | 18:00    |
| 1995        | Motet, para flauta, oboe, bassoon (based on Puer natus) | Cámara, trío                           | -        |
| 1995/96     | Triptyque des septuajubilaire, (3ª Oda para cuarteto tocando en 17avos de una octava), (Boulez, Kurtag y Berio) | Instrumental, conjunto                 | -        |
| 1996        | Rasche Fuge zur Sache Bach, para cuarteto de cuerda [para el 90.º cumpleaños de Paul Sacher] | Cámara, cuarteto de cuerda             | 06:00    |
| 1996        | Duel de Capricares, para saxofón alto y piano | Vocal, voces y piano                   | 12:00    |
| 1996        | Don Juan à gnide, ou les séductions de la chasteté (Répons III) música teatral para un actor, soprano, barítono, flauta, violín, chelo, arpa y piano; y proyecciones de luz (para el 70.º cumpleaños de Butor)                                                                                   | Escénica, música teatral               | 60:00    |
| 1996        | Septième Vue sur les jardins interdits, para 5 clarinetes | Solista, clarinete                     | 14:00    |
| 1996        | Zwei kleine Spinnereien über einem Thema von Clara Wieck (Dos pequeñas divagaciones sobre un tema de C.W.), para piano | -                                      | 03:00    |
| 1996        | Chaconne [for the fiftieth birthday of Sigiswald Kuikens], para violín | Solista, violín                        | 20:00    |
| 1997        | Suite du massacre des innocents, para gran orquesta de viento con coro unísono ad lib | Vocal, coro y orquesta                 | 15:00    |
| 1997        | La Guirlande de Pierre, ciclo de 18 canciones [en dos secciones: «Cycles de vie» y «Spirale de liberté»], para soprano, barítono y piano | Vocal, voces y piano                   | 75:00    |
| 1997        | Reflets d'arc-en-ciel ou variations canoniques sur le timbre traditionnel imaginaire ""Trop est acier Protest'Icare"", para violín y piano | Instrumental, Violín y piano           | 06:00    |
| 1998        | Aquarius-memorial III (Danseurs gnidiens cherchant la perle clémentine), para orquesta de cámara (37 solistas) | Orquestal, orquesta de cámara          | 10:00    |
| 1998        | Les petits doigts de Lisa, para piano en 3 libros (Methodicare i,1) | Solista, piano                         | -        |
| 1999        | Aquarius memorial IV (Icare aux jardins du verseau), para piano y orquesta de cámara | Orquestal, orquesta de cámara          | -        |
| 1999        | Ombres enlacées, para órgano | Solista, órgano                        | 05:00    |
| 1999        | Les métamorphoses de Marie-Madeleine, para coro mixto, 2 percusionistas y piano | Vocal, coro e instrumentos             | 08:00    |
| 1999        | Paraboles-mix avec leçons d'enfer, versión para 8-canales (sistema Tascam) con proyección de ordenador (CD-Rom); presentada durante una conferencia-performance en la Universidad de Colonia | Música electrónica                     | 120:00   |
| 2000        | Anneaux du soleil, para solo piano (mobile dedicado a P. Boulez en su 75.º cumpleaños) | Solista, piano                         | -        |
| 2000        | Le village planétaire vu de nivelles, programa de música y poesía lasting 16 horas seguidas, intended para el 'Espace Christian Dotremont' construido para el complejo 'Les portes de l'Europe'                                                                                                  | Música electrónica                     | -        |
| 2000        | Quinze et un paysages planétaires, música etno-electroacústica (texto: Michel Butor) | Música electrónica                     | -        |
| 2000        | Navigations [I. Turbulences éoliennes (to Francette Bartholomée) II. Mer calme et heureuse traversée (to greet Lidia in the memory of Ludwig van Beethoven) III. Le ravissement de cosmicare (to Iréne Butor)], para arpa solista                                                                | Solista, arpa                          | -        |
| 2000        | Jardinet avec automates, 17 piezas cortas para piano o cualquier instrumento de teclado | Solista, piano                         | 06:00    |
| 2001        | Quatre berceuses (Michel Butor) una voz (o coro unísono) | Vocal, voces a capella                 | -        |
| 2001        | 75 premiers caractères d'un alphabet Icaro-mnémosynien [I. Tables, to G. Kurtag for his birthday. II. Sursauts, to M. Butor for his birthday], para violín (también viola), trombón y piano | Instrumental, trío                     | 15:00    |
| 2001        | Eclipticare (ou les périples constellés), para uno, dos o tres instrumentos cada uno surrounded, o no, por un 'consort'; a la memoria de Iannis Xenakis | Instrumental, conjunto                 | -        |
| 2001        | Sursauts | -                                      | -        |
| 2002        | Aiguillages au Carrefour des Immortels, para16 músicos | Instrumental, conjunto                 | 25:00    |
| 2002        | Arioso, monodia para voz femenina (texto: Michel Butor) | Vocal, voces a capella                 | 03:00    |
| 2002        | Les Icare africains | -                                      | -        |
| 2002        | Un Jour du Monde en 280 minutes | -                                      | -        |
| 2003        | Rossignolade | -                                      | -        |
| 2003        | Voix et Vues planétaires | -                                      | -        |
| 2003        | Javanitas | -                                      | -        |
| 2003        | Litanie du Miel des Nuits hivernales | -                                      | -        |
| 2004        | Tables | -                                      | -        |
| 2004        | Piccolo Ricercare | -                                      | -        |
| 2005        | Confidences des roseaux | -                                      | -        |
| 2005        | Il sogno di Leporello | -                                      | -        |
| 2005        | Petit Mausolée ambulant | -                                      | -        |
| 2005        | Canzonetta | -                                      | -        |
| 2006        | Ostinato finale | -                                      | -        |
| 2006        | Minima Sinfonia | -                                      | -        |
| 2006        | L'Antre de la Nymphe | -                                      | -        |
| 2006        | Huit petites Géométries [i. Quadruple carré de 5 - ii. Double carré de 7, hélicoïdal - iii. Triangles engrenés - iv. Sextuple et quintuple carré de 3 - v. Cube de 5 moins cube de 3 - vi. Hypercubes de 2 et 3, imbriqués - vii. Tétraèdres en famille(s) - viii. Bloc heptagonal en expansion] | -                                      | -        |
| 2007        | Dépli et Configuration de l'Ombre | -                                      | -        |
| 2007        | Auguri per i Lustri Futuri | -                                      | -        |